# Pseudogordius tanganyikae
Pseudogordius tanganyikae (лат.) — вид паразитических червей из группы волосатиков (Paragordiidae, Gordiida), единственный в составе монотипического рода Pseudogordius. Танзания. Обнаружен в мочевыделительной системе человека (другие виды семейства паразитируют только на насекомых). У самок кроме трёх обычных хвотовых лопастей есть ещё одна 4-я маленькая. Кутикула содержит суперареолы, которые ещё известны только у представителей рода Parachordodes. Статус таксона дискуссируется, высказывалось мнение, что он входит в состав рода Paragordius.